# Trigomphus lautus
Trigomphus lautus är en trollsländeart som först beskrevs av James George Needham 1931.  Trigomphus lautus ingår i släktet Trigomphus och familjen flodtrollsländor. Inga underarter finns listade i Catalogue of Life.